# Juanfernandezia
Juanfernandezia là một chi nhện trong họ Linyphiidae.